# Fortaleza de Jotín
La fortaleza de Jotín (en ucraniano: Хотинська фортеця, en polaco: twierdza w Chocimiu, en turco: Hotin Kalesi, en rumano: Cetatea Hotinului) es un imponente castillo situado en la orilla derecha del río Dniéster y en la ciudad Jotín del óblast de Chernivtsí, Ucrania. El complejo amurallado está situado en un territorio de la región de Besarabia histórica norte de la cual fue dividida en 1940 entre Ucrania y Moldavia.
La fortaleza también se encuentra en una próxima a otro famoso castillo, el castillo de Kamianéts-Podilski. La construcción de la actual fortaleza de Jotín se inició en 1325, mientras que las mejoras se hicieron en la década de 1380 y en la década de 1460 bajo los príncipes moldavos Alejandro I de Moldavia y Esteban III de Moldavia.
La fortaleza es una gran atracción turística para la zona y Ucrania. En 2007, la fortaleza fue nombrada una de las siete maravillas de Ucrania y está incluida en el Parque natural nacional de Jotín.

## Historia

### Fortaleza de los Rus

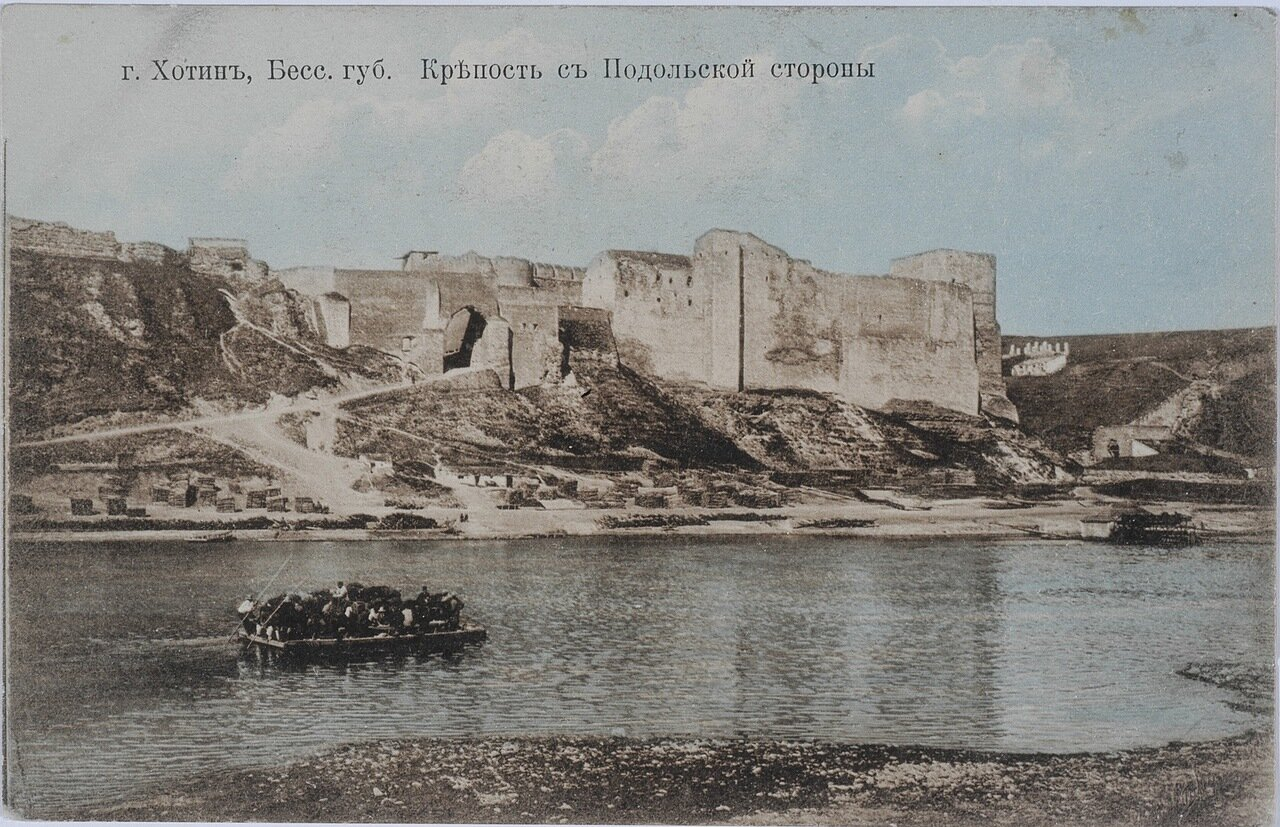
Fortaleza de Jotín (1917)

El comienzo de la fortaleza de Jotín se remonta al fuerte de Jotín, que fue construido en el siglo X por Vladimiro I de Kiev como una de las fortificaciones fronterizas del suroeste del Rus de Kiev, después de que añadió a su control la tierra de la actual Bucovina. El fuerte, que con el tiempo fue reconstruido como fortaleza, estaba situado en importantes rutas comerciales, que conectaban Escandinavia y Kiev con Ponyzia (tierras bajas), Podolia, colonias genovesas y griegas en el Mar Negro, a través de Moldavia y Valaquia, en la famosa ruta comercial de los varegos a los griegos.
La fortificación estaba situada en un territorio rocoso formado por la alta orilla derecha del Dniéster y el valle. Al principio era sólo un enorme montículo de tierra con paredes de madera y equipo de protección, diseñado para proteger el asentamiento de Jotín al otro lado del río. La primera construcción de piedra era bastante pequeña y estaba ubicada exactamente donde hoy se encuentra la torre norte. A lo largo de los siglos, esta fortaleza sufrió numerosas reconstrucciones y ampliaciones, y fue dañada por nuevos conquistadores, que posteriormente la reconstruirían.
A finales del siglo XI, la fortaleza de Jotín pertenecía al principado de Terebovlia. Durante la década de 1140 la fortaleza pasó a formar parte del principado de Galitzia, y en 1199 pasó a formar parte del principado de Galitzia-Volinia.

### Reconstrucción y fortificación
En 1250-1264, el príncipe Daniel de Galitzia y su hijo León I reconstruyeron la fortaleza. Agregaron un muro de piedra de medio metro y un foso de 6 metros de ancho alrededor de la fortaleza. En la parte norte de la fortaleza también se agregaron nuevos edificios militares. En la segunda mitad del siglo XIII  fue reconstruida por los genoveses.

### SiglosXVIIyXIX

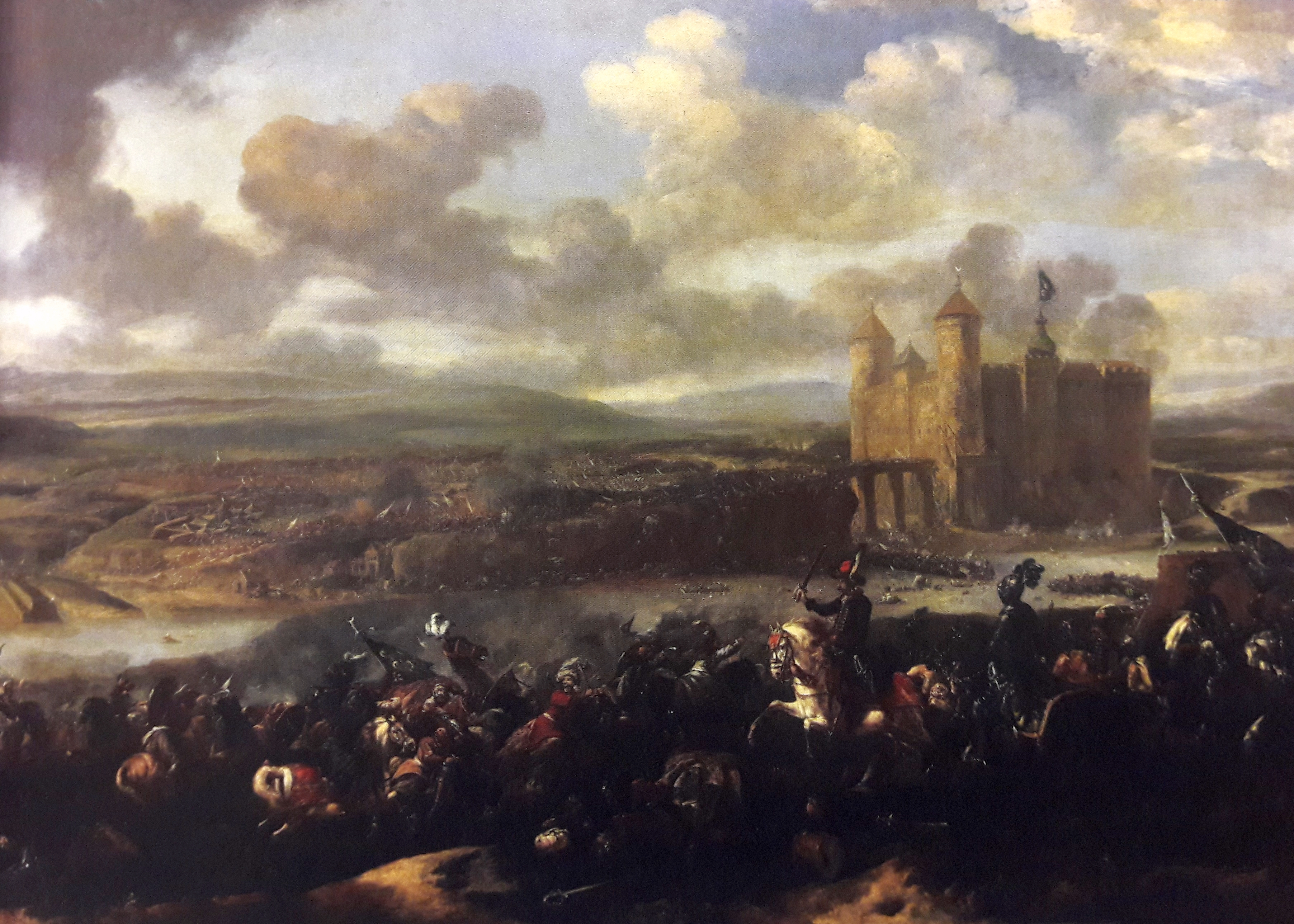
Batalla de Jotín (1673)

En 1600, el padre de Pedro Mogila, Simion (anterior gobernante de Moldavia y Valaquia) y su hermano, el príncipe de Moldavia Yeremia Moglia, con el apoyo polaco, se refugiaron en la fortaleza.
En septiembre-octubre de 1621, el ejército de la Mancomunidad polaco-lituana bajo el mando del hetman Jan Karol Chodkiewicz y Petró Sakaidachni, Yatsko Borodavka mantuvo a raya al ejército del sultán turco Osmán II (estimado en 100.000 soldados otomanos contra alrededor de 50.000 soldados locales), en la batalla de Jotín. El 8 de octubre de 1621 se firmó el tratado de Paz de Jotín, que detuvo el avance otomano hacia la República de las Dos Naciones y confirmó la frontera entre ellos en el río Dniéster (la frontera del principado de Moldavia), cediendo así Jotín de nuevo a Moldavia como vasallo del Imperio otomano.
Bogdán Jmelnitski ocupó la fortaleza de Jotín durante un período de tiempo en la primavera de 1650. En 1653, en la batalla de Zhvanets en la orilla izquierda del Dniéster, una guarnición de turcos de Jotín luchaba en la batalla junto con las fuerzas del principado de Moldavia. En noviembre de 1673, los turcos perdieron la fortaleza de Jotín y Juan III Sobieski comenzó a ocupar Jotín con un ejército polaco-cosaco.
Con el tratado de paz de Karlowitz de 1699, la fortaleza fue transferida de la Mancomunidad polaco-lituana a Moldavia.

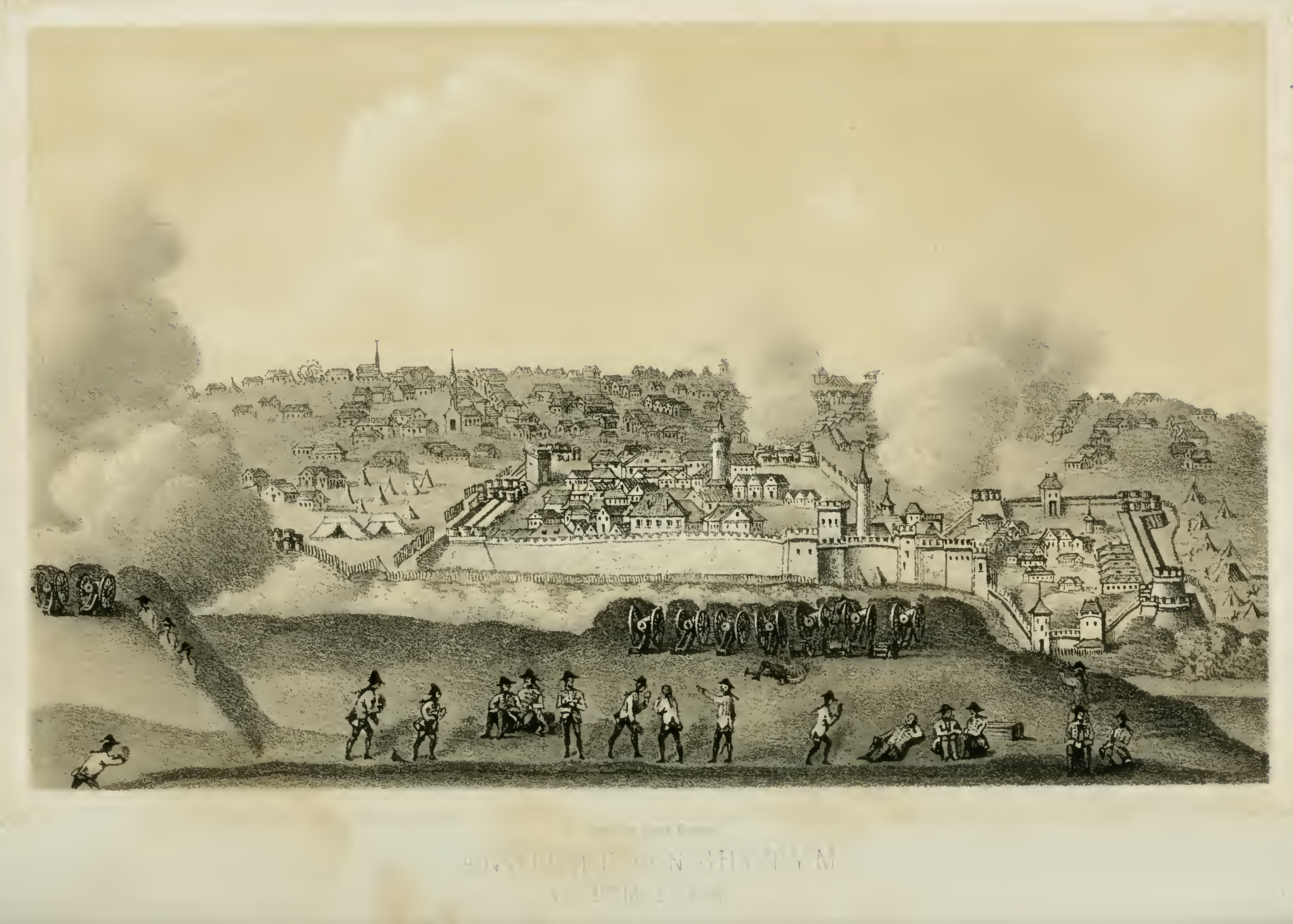
Asedio durante la guerra austro-turca de 1788-1791.

### SiglosXXyXXI
La Primera Guerra Mundial y la guerra civil rusa cobraron un alto precio a la población de Jotín. En enero de 1918, la República Democrática de Moldavia proclamó su independencia y en marzo se unió al reino de Rumania. En enero de 1919 se produjo un levantamiento antirumano orquestado por los bolcheviques de Rusia, que dio lugar a la masacre de Jotín. El Directorio de Jotín ganó autoridad en más de cien aldeas de la zona y Y. I. Voloshenko-Mardaryev era su líder. El levantamiento duró sólo diez días y el 1 de febrero los rumanos entraron en Jotín. Jotín fue reconocida internacionalmente como parte de Rumania después de la Conferencia de Paz de París, permaneciendo parte de Rumania durante 22 años, siendo el centro administrativo del condado de Hotín.
En septiembre de 1991, durante la celebración de los 370 años de la batalla de Jotín de 1621, se erigió un monumento en honor del hetman ucraniano Petró Sajaidachni por el escultor I. Hamal. Hoy en día, Jotín es una de las ciudades más grandes y un importante centro industrial, turístico y cultural del óblast de Chernivtsí. Teniendo en cuenta las ricas tradiciones históricas de la ciudad, la reserva arquitectónica de la fortaleza de Jotín fue creada por el Gabinete de Ministros de Ucrania en el año 2000. En septiembre de 2002, la antigua ciudad celebró su 1000 aniversario.

## Influencia en la cultura
La fortaleza ha sido a menudo utilizado como escenario de películas. Ha representado a diversos castillos franceses e ingleses, lugares históricos, y las fortificaciones. La edificación apareció en una película de 2009 llamada Tarás Bulba, basada en la novela homónima de Nikolái Gógol. La fortaleza Jotín era el sitio de la filmación de muchas películas populares: Hadyuka, Zajar Bérkut, Ballade de galante caballero Ivanhoe, Los tres mosqueteros, flecha Negra, antigua fortaleza, y las flechas de Robin Hood.
También hay muchas leyendas acerca de la fortaleza, creadas a través de los cientos de años de su existencia. Algunas leyendas populares involucran a los orígenes de la gran mancha oscura en el lado de la pared de la fortaleza. Una leyenda dice que el lugar fue creado por las lágrimas de los rebeldes de Jotín contra los turcos otomanos que fueron asesinados dentro de las defensas. Otra leyenda cuenta que el lugar fue creado a partir de las lágrimas de una niña llamada Oksana.